# Radio en Argentina
Argentina fue pionera en materia de radiofonía de habla hispana, siendo el tercer país del mundo en realizar transmisiones regulares. Fue a partir del 27 de agosto de 1920 desde la Ciudad Autónoma de Buenos Aires.
Algunos hechos históricos relacionados de la radiofonía argentina fue de las primeras transmisiones de conciertos y las primeras transmisiones deportivas de boxeo y fútbol, en la década de 1920. También la llegada del radioteatro en las décadas de 1930 y 1940.

## Historia

### Década de 1920
Los entonces estudiantes de medicina, Enrique Susini, Luis Romero Carranza, César José Guerrico y Miguel Mujica, fueron los artífices de la primera transmisión masiva. La misma consistió en la puesta al aire de Parsifal de Richard Wagner, desde el Teatro Coliseo de Buenos Aires, el 27 de agosto de 1920. Debido a que el desarrollo técnico se realizó con un equipo transmisor en el techo del edificio, fueron bautizados como Los locos de la azotea.
La rudimentaria tecnología de la época no permitía una gran calidad sonora pero de todas maneras, la novedad generó tal entusiasmo que los conciertos debieron repetirse en los días siguientes con las óperas Aída, Iris, Rigoletto y Manon. Luego prosiguieron con audiciones improvisadas, en algunas de las cuales Susini también cantó en distintos idiomas, como el alemán, francés, italiano y hasta en ruso. De tal modo, las puestas al aire prosiguieron desde otros escenarios, como el Teatro Colón, y hasta empezaron a emitirse noticias.
De aquellas experiencias surgió Radio Argentina (también llamada Sociedad Argentina de Broadcasting, Broadcasting de Crítica y Radio Prieto-Argentina), la primera estación de radio de emisiones regulares en Argentina y la primera de habla hispana en el mundo.
Tiempo después llegaron Radio Sudamericana (luego Broadcasting La Nación), Radio Cultura, Radio Brusa (luego Radio Excelsior), Radio Splendid, Radio Prieto, Radio Nacional - Estación Flores, Federal Broadcasting (luego Radio Telefunken), Radio Bernotti (luego Radio La Abuelita y Radio Bijou), Radio Municipal, Radio Fénix (luego Radio Antártida), Radio El Abuelito, Radio Cine París, Radio Muebles Díaz, Radio Centro Espiritista (luego Radio Sarmiento) y Radio La Voz del Aire, Radio Mayo y Radio La Razón.
Ya en sus primeros años la radio ofrecía de forma incipiente los géneros y formatos que la caracterizarían en adelante. En 1921, la transmisión de música clásica se convertía en un hecho de frecuencia casi diaria. Al año siguiente, la noticia cotidiana ganaba espacio, con la asunción del presidente Marcelo Torcuato de Alvear, transmitida en vivo. En septiembre de 1923 entraba el boxeo, con la célebre "Pelea del Siglo" entre Luis Ángel Firpo y Jack Dempsey, en el Polo Grounds de Nueva York; y en octubre del año siguiente lo hacía el fútbol, con un encuentro entre las selecciones de Argentina y Uruguay. Asimismo en esos tiempos se pusieron al aire las primeras publicidades, denominadas "reclames". A fines de la década nacía el radioteatro, cultor inicial de la vertiente nativista, centrado en canciones y payadas.
La introducción de los parlantes modificó sustancialmente las condiciones de escucha. El aparato receptor se iba ganando un lugar importante en el hogar, reuniendo a su alrededor a la familia. En tanto, la multiplicación de las estaciones generó los primeros conflictos por las ondas, lo cual llevó en los últimos años de la década a las primeras reglamentaciones sobre las frecuencias de emisión.
El 22 de noviembre de 1923, durante una sesión del Consejo Superior, el entonces presidente de la Universidad Nacional de La Plata, Benito Nazar Anchorena, presentó el proyecto para la creación de una emisora, solicitando su aprobación con el argumento de que el mismo tendría la ventaja de completar la obra de "extensión universitaria" y "cultura artística", vinculando a la universidad con el medio social en el que vive. Ese mismo mes se puso al aire, en forma de prueba, la primera radio universitaria del mundo.
Radio Universidad Nacional de La Plata fue inaugurada oficialmente el 5 de abril de 1924, en el salón de actos del Colegio Nacional Rafael Hernández, en conjunto con la apertura formal del ciclo lectivo de ese año. La ceremonia, encabezada por el presidente de la casa de estudios, se realizó en memoria del fundador y primer presidente de la UNLP, Dr. Joaquín Víctor González.

### Década de 1930
En esta década Broadcasting La Nación era Radio Mitre, Radio Cultura era Radio El Mundo, Radio Nacional - Estación Flores era Radio Belgrano, Radio Telefunken era Radio Porteña, Radio Bijou se volvió Radio del Pueblo, Radio El Abuelito se volvió Radio Irueta, Radio Muebles Díaz se volvió Radio Rivadavia y Radio Sarmiento se volvió Radio Stentor.
Fue el período del éxito de Radio Splendid, Radio Belgrano y Radio El Mundo. Jaime Yankelevich, propietario de la segunda, y considerado el empresario más importante del medio entonces, creó cadenas nacionales con filiales en distintas ciudades de Argentina. Así lanzó Cadena Gigante, Red Argentina de Emisoras Splendid y Cadena Azul y Blanca de Emisoras Argentinas de El Mundo, que durarían casi tres décadas.
Y también nacieron nuevas estaciones como Casa América (luego Radio Callao) y Radio Nacional.
Surgieron también revistas especializadas en programación radial, como La Canción Moderna y las reconocidas Radiolandia y Antena.
El radioteatro amplió su temática recurriendo al folletín, extendiéndose como un género popular masivo.
En materia deportiva, hacia fines de la década Alfredo Aróstegui puso al aire El relato olímpico, mientras que Tito Martínez del Box creó el largamente exitoso Gran pensión El Campeonato. Entre los relatores de fútbol -transformado en profesional en 1931- y boxeo, se destacaban Horacio Besio y Borocotó.

### Década de 1940

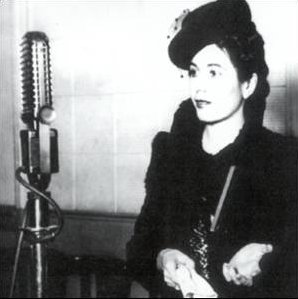
Eva Perón se hizo popular como actriz de radioteatro a comienzos de la década de 1940 en Radio Belgrano

Los años 1940 fueron una época de oro para la radiofonía. La decisiva campaña electoral de 1946, que llevó al triunfo de Juan Domingo Perón, fue la primera que tuvo a la radio como escenario central.
El radioteatro se impondría como género dramático de masas, hasta la difusión de la televisión dos décadas después, convocando principalmente al público femenino, con obras de Abel Santa Cruz, Nené Cascallar y María del Carmen Martínez Paiva, entre otros. Algunos de los actores destacados fueron Oscar Casco, Hilda Bernard, Susy Kent, Rosa Rosen, Jorge Salcedo, Julia Sandoval, Eduardo Rudy. Eva Duarte, más tarde esposa de Perón, también se había hecho ampliamente conocida por su actuación.
Se hicieron muy populares los programas de humor. En 1940 debuta Niní Marshall con sus primeros personajes "Cándida" y "Catita", aunque en 1943 y durante varios años fueron prohibidos por la Dirección Nacional de Radiodifusión al considerar que bastardeaban el idioma, de acuerdo con el Reglamento de Radiocomunicaciones de 1935. Dicha norma, que proscribía el lenguaje popular, subsistió en los primeros años de gobierno peronista y fue derogada en 1949.
En 1944 Luis Sandrini representó por primera vez a su personaje "Felipe", que se volvería famoso y perduraría por años. Otros actores cómicos del momento fueron Tincho Zabala, Pepe Arias, el dúo Buono-Striano, Juan Carlos "Pinocho" Mareco y Pepe Iglesias "el Zorro".
Una mención especial merece "Mordisquito", personaje creado por Enrique Santos Discépolo, de reconocida simpatía por el peronismo, con quien dialogaba imaginariamente sobre la realidad del país en esos años.
Entre los programas musicales, se destacaba El fogón de los arrieros con Antonio Tormo y su grupo la Tropilla de Huachi Pampa, dedicado al folklore. Asimismo tenían gran difusión las orquestas típicas, las de jazz y los cantantes solistas.
A fines de esta década, el Estado Nacional recuperó todas las licencias que estaban en manos privadas y extendió la creación de nuevas estaciones de radio en el interior del país.

### Década de 1950

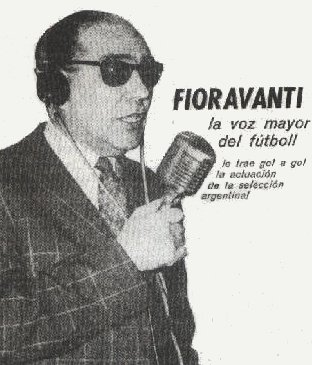
Fioravanti, el relator deportivo que revolucionó las transmisiones de fútbol

En la década de 1950 se produjo el nacimiento de la televisión en Argentina, que se expandiría en el decenio siguiente, desplazando a la radio de muchos de los ámbitos de la comunicación masiva que había ocupado. La primera televisora del país, Canal 7, nació siendo propiedad de Radio Belgrano.
Uno de los programas más exitosos de la época, y de la historia del espectáculo en Argentina, fue el radioteatro Los Pérez García, sobre una familia típica argentina. Entre los guionistas aparecen Alberto Migré y Celia Alcántara.
Entre los musicales se destacaron El rancho 'e la Cambicha, dedicado al folklore; mientras que el tango tenía su espacio en Lluvia de estrellas de Alejandro Romay, Mundo de tango y Una cita con el tango.
En los programas humorísticos sobresalieron Los cinco grandes del buen humor con Pato Carret, Jorge Luz, Juan Carlos Cambón, Zelmar Gueñol y Guillermo Rico; y La revista dislocada de Délfor Dicásolo y Aldo Cammarota.
En el deporte apareció un estilo propio de locución con Fioravanti, y los comentarios desenfadados de Lalo Pelliciari. También se puso en el aire un programa dedicado enteramente al automovilismo, Coche a la vista, conducido por Luis Elías Sojit, que se mantendrá desde entonces.
En octubre de 1953 fue promulgada la Ley 14.241, la primera en el campo de la radiodifusión sancionada con el Congreso Nacional en funcionamiento, aunque luego fue reformada por la dictadura autodenominada Revolución Libertadora. Durante la presidencia de Juan Domingo Perón la mayoría de los medios de comunicación estaba en manos del Estado o de "amigos", que solo transmitían la versión oficial de los hechos por lo que muchos argentinos se enteraban de las noticias reales a través de Radio Colonia.
A partir de 1957, con la instauración de la dictadura militar autodenominada Revolución Libertadora fueron privatizadas la mayor parte de las radios que e intervenidas por el Estado. A partir de 1957, con la nueva reglamentación de la radiodifusión, el medio entró en un terreno complejo. La censura y el cuidado de los contenidos en los programas se convirtieron en una práctica frecuente. Durante la misma, dictadura de 1955 a 1958, figuras identificadas con el depuesto gobierno de Perón como Nelly Omar.
A mediados de la década se difundió el uso de la radio portátil a transistores, hecho que volvió a modificar las condiciones de escucha. Así el aparato receptor se desplazaba con el oyente, fortaleciendo las condiciones de fidelidad de éste a una emisora o una voz en particular.

### Década de 1960

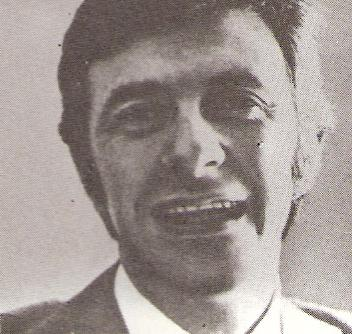
Héctor Larrea impuso con su programa, Rapidísimo, el estándar de las tiras matutinas durante más de 30 años

En los años 1960, con la difusión masiva de la televisión, la radio se redefinió en sus funciones, horarios y públicos, orientándose más a la información y la música y menos a los espectáculos dramáticos. La radio se establece sólidamente en el horario de la mañana, franja a la que recurre una audiencia ávida de obtener noticias recientes de primera mano.
Aparecen nuevos programas como el Fontana show de Cacho Fontana y Rapidísimo de Héctor Larrea, este último en 1967, que marcarían el estándar del programa matutino de radio para las siguientes décadas.
Entre los musicales se destacó La cabalgata musical Gillette, la primera en emitir un tema de Los Beatles, denominados entonces "Los Escarabajos". Otras propuestas para la juventud eran Música en el aire o Escalera a la fama; mientras que el folklore encontró en Argentinísima de Julio Márbiz o El mundo de la guitarra de Antonio Carrizo, vehículos notables para su propia difusión.
En lo deportivo, nacen los programas de automovilismo Carburando de Andrés Rouco y Isidro González Longhi, Campeones del Camino de Carlos Legnani, y Emoción en las rutas de Gañete Blasco - Pérez Trigas. En el fútbol hace su aparición como relator José María Muñoz.
Durante el gobierno de Juan Domingo Perón y, posteriormente, durante la dictadura autodenominada Revolución Argentina, de 1966 a 1973, con la generalización de la censura, se hizo habitual en el público argentino informarse a través de radios uruguayas, especialmente Radio Colonia, ubicada en la ciudad homónima de Uruguay pero con importante llegada a Argentina, volviéndose famoso su locutor Ariel Delgado y su eslogan acostumbrado: "Hay más informaciones para este boletín".
En 1969 Radio Porteña fue reemplazada en el dial por Continental, y al año siguiente Radio Libertad pasó a ser Del Plata.

### Década de 1970
En la década de 1970 aparecen las primeras emisoras en frecuencia modulada (FM), produciendo una división en el espectro radiofónico, donde las AM están dedicadas a la información y las FM a la música, dicotomía que iría desapareciendo con el paso del tiempo.
El Tren Fantasma, con la voz de Omar Cerasuolo, cambió la historia de la radio en Frecuencia Modulada. 
La locución experimenta un sensible cambio de estilo, con tonos bajos y sugerentes que cautivan la escucha nocturna que la FM recupera para la radio, frente a la televisión. Surgen voces femeninas como Nora Perlé, Betty Elizalde, Nucha Amengual y Graciela Mancuso, sumadas al estilo pausado de Omar Cerasuolo, dedicado al folklore latinoamericano, y Juan Alberto Badía, orientado al rock.
La noche gana con programas como Modart en la noche, Las 7 lunas de Crandall o La noche con amigos. Desde la perspectiva informativa general se destacan Víctor Sueiro, Julio Lagos y Mario Mactas, siendo el más innovador de esta década Hugo Guerrero Marthineitz, conocido como "el Peruano Parlanchín", con su original creación El show del minuto.
La dictadura autodenominada Proceso de Reorganización Nacional, de 1976 a 1983, impuso su control sobre los medios de comunicación y la censura se instauró también en la radio. Listas negras, nombres prohibidos, asuntos eludidos y músicos cuya obra no podía ser difundida, se convirtieron en prácticas habituales.

### Década de 1980
En 1980, sobre el antecedente de la Comisión Nacional de Radio y Televisión (CONART) creada en 1972, fue establecido por la dictadura el Comité Federal de Radiodifusión (COMFER) con el fin de controlar el funcionamiento de los medios audiovisuales. Paralelamente fue promulgado el Decreto-Ley 22.285 de Radiodifusión, que mantuvo su vigencia por casi tres décadas.
Ya en la etapa final del Proceso de Reorganización Nacional entre (1982-1983) y luego de décadas de intervención estatal, fueron privatizadas las radios Antártida -que pasó a llamarse América-, Argentina, Del Pueblo -que pasó llamarse Buenos Aires-, El Mundo, Mitre y Splendid, junto con otras estaciones de radio y televisión del país.
Los años 1980 se caracterizaron por una profunda renovación de estilos y contenidos en los medios de comunicación, a tono con la recuperación de la democracia el 10 de diciembre de 1983, teniendo como rasgos esenciales una mayor libertad de expresión y la creciente interactividad con la audiencia. Se desarrolló ampliamente el comentario político de opinión con periodistas como Magdalena Ruiz Guiñazú, Santo Biasatti,, Nelson Castro, Alfredo Leuco, Román Lejtman, Eduardo Aliverti, Ana María Muchnik y José María Pasquini Durán.
El humor también volvió a ocupar un lugar destacado en la radio. A partir de 1985 Alejandro Dolina convocó a una audiencia creciente con Demasiado tarde para lágrimas a la medianoche, combinando risa y desenfado con una profunda reflexión humanista.
La FM inicia su gran despegue, revolucionando la estética del medio. Una de las pioneras fue Rock and Pop, creada en 1985 y dirigida por Daniel Grinbank. En 1987 esta radio puso en el aire el programa Radio Bangkok, conducido por Lalo Mir, Bobby Flores y Douglas Vinci, con un estilo delirante y revulsivo que lo volvería mítico.
Otras FM nacidas en estos años fueron: La 100, FM 105 -más tarde Hit, hoy 40 Principales-, Horizonte -hoy Radio Disney-, Inolvidable -más tarde Radio Uno, hoy Vorterix Rock-, Láser FM -más tarde Aspen-, EMFOK 97½ -más tarde Radio Clásica, hoy Vale-, San Isidro Labrador -más tarde Top 40, hoy Pop Radio-, FM Z95 -más tarde Del Plata, hoy Metro-, Nativa -más tarde NRG, hoy Latina 101.1-, Radio Cultura y FM Tango -hoy La 2x4-. También comenzaron a sonar radios en distintas ciudades, por ejemplo Radio Ser Otro Ser más conocida como S.O.S que transmite desde la ciudad de San Martín desde 1988
En materia deportiva, a partir de 1981 se incorporó a la radiofonía argentina el uruguayo Víctor Hugo Morales, destacado por su estilo veloz e inteligente como relator de fútbol.
A partir de 1986 fue autorizado el uso de los satélites para la transmisión de radio y televisión tanto dentro del país como hacia el exterior. Muchas radios del interior, sobre todo FM, comenzaron a retransmitir a las AM y FM capitalinas, dando lugar a la aparición de cadenas privadas -hasta entonces sólo existía la de Radio Nacional-, aunque muchas veces en detrimento de la producción propia.

### Década de 1990
En la década de 1990 continuó el crecimiento de las FM, que comenzaron a orientarse hacia diferentes segmentos del público, según temáticas musicales: rock, pop, tango, clásica, etc. A las emisoras ya existentes se sumaron, entre otras: FM Sport -hoy Mega 98.3-, Feeling -hoy Blue FM- y Milenium.
En 1991 llegó el turno de la privatización a las radios Excelsior y Belgrano: la primera pasó a llamarse La Red, y la segunda durante varios años Libertad. Ese mismo año surge una radio muy particular, LT22 Radio La Colifatala primera en el mundo en transmitir desde un psiquiátrico. Creada por el psicólogo Alfredo Olivera, su modelo terapéutico y social se replicado en decena de países. 
Surgieron poderosos multimedios que comenzaron a concentrar en una sola empresa diferentes medios de comunicación, y a su vez en éstos se hizo cada vez mayor la participación de grupos extranjeros en su composición accionaria. Paralelamente, se liberaron señales y frecuencias, apareciendo gran cantidad de radios de baja potencia de alcance local o comunitario.
Entre lo más destacado de estos años, se encuentra el programa ¿Cuál es? de Mario Pergolini en Rock and Pop, y una serie de conductores como Elizabeth Vernaci, Ari Paluch.
En lo que respecta a las AM, el último día de 1997 dejó de transmitir Radio Argentina, la decana de la radiofonía nacional. Simultáneamente nació Radio 10 ocupando la frecuencia de LS1 Radio Municipal en una controvertida licitación, que desde entonces y hasta 2012 fue la líder en audiencia, sobre todo en el espacio matinal conducido por Oscar González Oro, comparable con el fenómeno de Rivadavia dos décadas atrás.

### Década del 2010
En 2010 fue aprobada la Ley 26.522 de Servicios de Comunicación Audiovisual, con el propósito de reemplazar a la normativa vigente desde la última dictadura, en tanto que el COMFER como órgano de aplicación y control fue sustituido por la Autoridad Federal de Servicios de Comunicación Audiovisual (AFSCA), si bien aún está en discusión la constitucionalidad de dicha ley y del citado organismo.

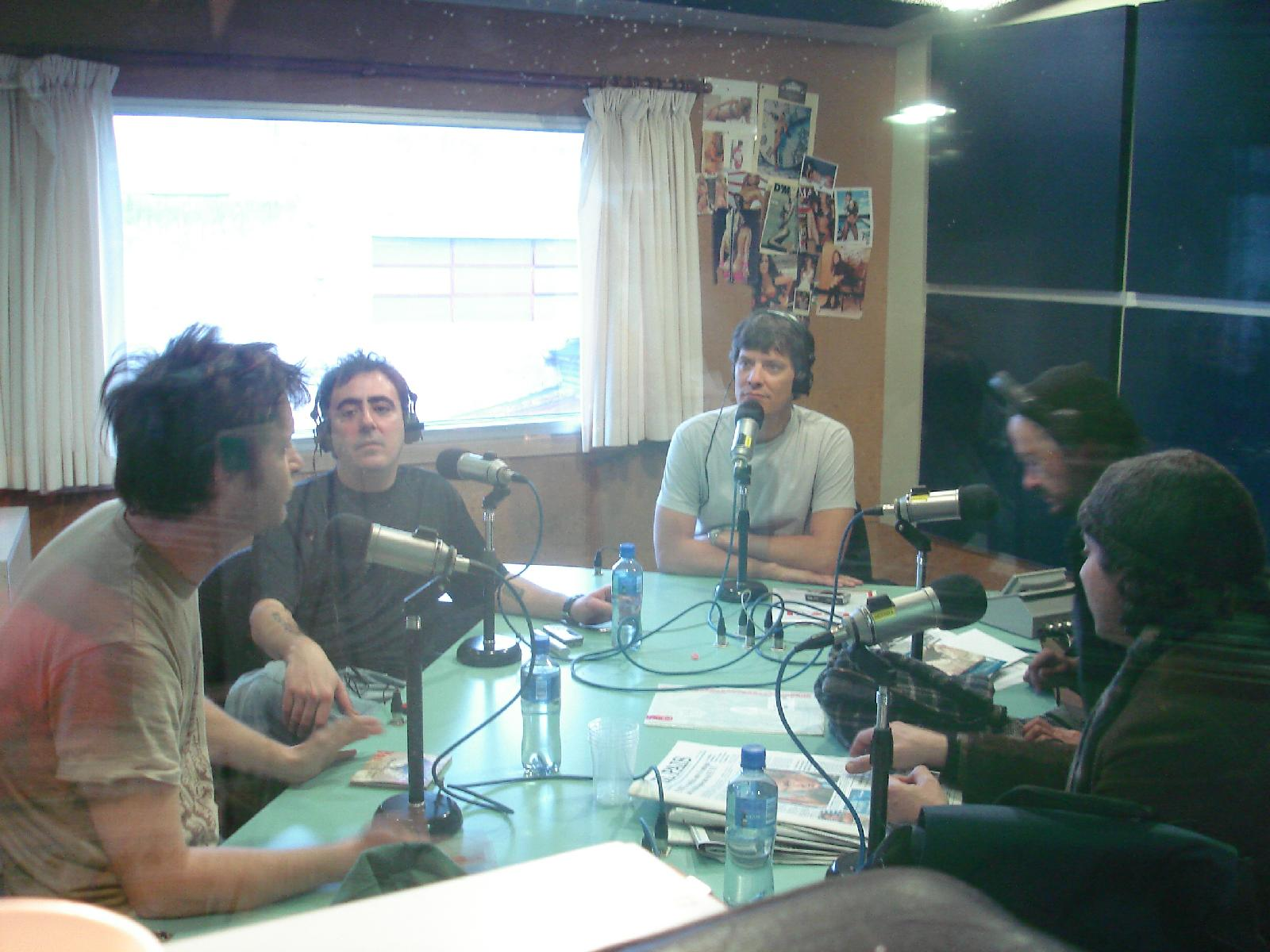
¿Cuál es? fue durante casi 20 años el programa más escuchado de la FM. En la foto Mario Pergolini y Eduardo De la Puente entrevistan a Gustavo Cerati al aire.

En 2012, el empresario Cristóbal López, adquiere el multimedio Infobae por una cifra millonaria de U$S de 49,5, haciéndose cargo del canal de noticias C5N y las radios 10, Pop Radio 101.5, Mega 98.3, Vale 97.5 y Radio TKM 103.7 (hoy Radio One 103.7).
En 2013, la histórica Radio Mitre volvió a liderar la audiencia que había ostentado en la década del 90, destronando a Radio 10 luego de 15 años de liderazgo ininterrumpido.
En 2015, Pop Radio 101.5 se consolidó como líder entre las FM, siendo la más escuchada durante el segmento matinal.
Durante esta década, la radio se ha reformulado mediante la combinación con Internet y la competencia con múltiples opciones ofrecidas por las nuevas tecnologías de la comunicación.
Ese mismo año en el mes de septiembre de 2015 se realiza la primera edición de los Premios Trend Topic, único reconocimiento destinado a visibilizar la labor de las producciones en Radios Online. Se realizó en Buenos Aires, en el Predio El Dorrego, evento gratuito y colaborativo donde se reunieron casi 300 productores, directores y comunicadores se llevaron sus premios compitiendo en más de 23 categorías y elegidas por los oyentes.
En el año 2016 se realiza nuevamente la 2º edición de los Premios Trend Topic en un hotel boutique de San Telmo "Anselmo Hotel" una gala con más de 300 asistentes entre personalidades destacadas de la radio, academia, cámaras y comunicadores celebran este espacio de una industria de contenido en acelerado crecimiento.
El 19 de agosto de 2016 Gonzalo Soraiz, Yésica Bernardou y Leonardo Rocha, directores de radios en línea, Radio Trend Topic y LX 23 Radio La Costa respectivamente, advierten los centenares de propuestas radiales que transmiten por internet y crean la Cámara Argentina de Radios Online CADERO), con el propósito de profesionalizar la gestión de las emisoras, capacitar a todos los miembros y acompañar su crecimiento como Industria de Contenidos propia de los tiempos de Convergencia Digital (productores, locutores, operadores de radio, comunicadores vinculados a los Nuevos Medios —en línea—)
Hacia fines del año 2017 la Comisión Directiva de CADERO destaca con el Premio a la Innovación en Radio Online como primera edición para destacar la labor de las RON. 
En 2018 ganó Radio con Aguante y el productor destacado del año Marcos Serrao Gómez
En el año 2017 se realiza la 3º edición de los Premios Trend Topic en el Teatro Premier con una asistencia de 500 personas y más de 25 categorías competidoras, una fiesta que se instala como "un clásico de los Nuevos Medios" en tiempos de Convergencia Digital. Apoyado por diversas cámaras sectoriales, entidades educativas y socios de la Cámara Argentina de Radios Online.
El 26 de marzo del año 2018 CADERO presenta un Proyecto de Ley para que se declare el 19 de agosto como el "Día de la Radio Online Argentina", en coincidencia con el lanzamiento de su campaña nacional Yo apoyo a las radios online
En 2019 se lanzan las temporadas de pódcast de las Radios y Productores destacados.

### Década del 2020
En abril del 2020, se lanza FM Like, dirigida por Quique Prosen (Director de Aspen 102.3). 
En 2020, en el Centenario de la Radiofonía, se prepara un evento de cultura digital global para compartir experiencias con radialistas del mundo.
En 2020 se lanza la primera edición del FAP, Festival Argentino de Podcast, un certamen gratuito para promocionar pódcast de marca en el mercado argentino.
En 2020 CADERO impulsa los festejos oficiales por el Centenario de la Radiofonía Argentina junto a radialistas del país y el exterior. El 19 de agosto, en coincidencia con el día de la Radio Online, se reunirán radialistas de todo el mundo en tiempo real para compartir experiencias, reflexiones en torno a la radio y sus formas innovadoras
A partir de 2022, aparecen los llamados streamings, los cuales son transmisiones vía YouTube que mezclan el formato podcast con el estilo y horarios propios de la radio, apuntando a un público más joven. El primer proyecto de este tipo fue Luzu TV, creándose al poco tiempo Olga, Blender, Gelatina y Bondi entre otros.

## Destacados

### Emisoras
Hoy las radios más importantes del país se localizan mayoritariamente en Buenos Aires, muchas de las cuales tienen cobertura nacional a través de repetidoras o franquicias con broadcastings de provincias.
Entre las emisoras de AM se destacan Radio Nacional, Radio Municipal, Radio Splendid, CNN Radio Argentina (ex Belgrano), Radio Rivadavia, Radio La Red, Radio Mitre, Radio Continental, Radio Del Plata, Radio Buenos Aires, Radio 10, Radio AM 750 y más.
Y entre las de FM se destacan Radio Nacional Rock, Rock & Pop, Blue 100.7, Radio Uno, Aspen 102.3, Radio Disney Argentina, Pop Radio 101.5, La 100, Los 40 Argentina, Metro 95.1, Red Aleluya Argentina, Mega 98.3, FM Milenium, Radio Continental FM, Vorterix, Radio con Vos, Radio Perfil, entre otras.
Entre las Radios Online Nativas destacadas desde 2013 en adelante se encuentran: Radio Trend Topic,  Radio Bar Rocks, Radio con Aguante, Radio E Digital, Radio BCN del Congreso de la Nación, Comunidad FAN, la Radio de futurock.fm, Congo.fm.

### Programas
Algunos de los programas más notables han sido El fogón de los arrieros, Glostora Tango Club, Los Pérez García, Los cinco grandes del buen humor, Cordialmente, La revista dislocada, La cabalgata musical Gillette, Argentinísima, La oral deportiva, Rapidísimo, Modart en la Noche, La Noche con Amigos, Fontana Show, Diálogo con Blackie/Tres Mujeres y Knittax, La vida y el canto, Las Siete Lunas de Crandall, Bocacci a Tango limpio, Imagínate - Flecha Juventud, Sport 80, Sin Anestesia, Demasiado tarde para lágrimas, La venganza será terrible, El Tren Fantasma, Radio Bangkok, Competencia, Heavy Rock & Pop, ¿Cuál Es?, Animal de Radio, Tarde negra, Day Tripper, Un Buen Momento, El Oro y el Moro, Basta de todo, Bien levantado, El Show de la Noticia, Lucy en el cielo con Capusottos, Black & Toc, El Club del Moro, Perros de la Calle, La Negra POP, Alguien Tiene que Decirlo, Lanata Sin Filtro, Re Tarde, Nadie Nos Para, Últimos Cartuchos entre otras audiciones.

### Conductores
Entre los conductores (también denominados animadores o speakers) se han destacado Cacho Fontana, Antonio Carrizo, Hugo Guerrero Marthineitz, Blackie, Leopoldo Costa, Ariel Delgado, Pinky, Alejandro Romay, Riverito, Julio Mahárbiz, Héctor Larrea, Alejandro Dolina, Adolfo Castelo, Néstor Ibarra, Juan Alberto Badía, Graciela Mancuso, Fernando Bravo, Betty Elizalde, Lionel Godoy, Julio Lagos, Silvio Soldán, Jorge Bocacci, Eduardo Aliverti, Omar Cerasuolo, Rafael Hernández, Rolando Hanglin, Pedro Aníbal Mansilla, Enrique Alejandro Mancini, Nora Perlé, Leonardo Greco, Oscar González Oro, Raúl Portal, Jorge Guinzburg, Jorge Lanata, Mario Pergolini, Lalo Mir, Eduardo Feinmann, Elizabeth Vernaci, Norberto Verea, BB Sanzo, Daisy May Queen, José María Listorti, Juan di Natale, Marcelo Longobardi, Juan Castro, Ronnie Arias, Matías Martin, Beto Casella, Santiago del Moro, Roberto Pettinato, Miguel Granados , Martín Garabal entre otros.

### Relatores deportivos
Entre los cronistas más populares se encuentran Luis Elías Sojit, Borocotó, Fioravanti, Lalo Pelliciari, José María Muñoz, Víctor Hugo Morales, Marcelo Araujo, Atilio Costa Febre, Alejandro Fantino, Mariano Closs y Sebastián Vignolo, entre otros.

### Artistas
Entre los artistas más notables de la radio argentina están Enrique Susini, Hugo del Carril, Eva Perón, Oscar Casco, Hilda Bernard, Jorge Salcedo, Ricardo Passano, Mecha Ortiz, Nelly Omar, Julia Sandoval, Luis Sandrini, Niní Marshall, Juan Carlos Thorry, el dúo Buono-Striano, Juan Carlos Mareco, Pepe Iglesias "El Zorro", Enrique Santos Discépolo, Carlos Ginés, Tato Bores, Edgardo Mesa, Pedro Saborido, Omar Quiroga, Luis Rubio, Gillespi, Rolo Villar, Tuqui, Fernando Peña, Carlos Sturze, Ariel Tarico, Cabito, Humberto Tortonese, Damián "El Árabe" Ramil, Martín Vázquez, Milton Re, Roberto Moldavsky, y Miguel Granados, por nombrar algunos.